# Neponset, Illinois
Neponset là một làng thuộc quận Bureau, tiểu bang Illinois, Hoa Kỳ. Năm 2010, dân số của làng này là 473 người.

## Dân số
Dân số qua các năm:
- Năm 2000: 519 người.
- Năm 2010: 473 người.